# 日本民謡決定版
『日本民謡決定版』（にほんみんようけっていばん）は、1979年1月5日から同年3月30日、および1980年10月7日から1981年3月30日まで東京12チャンネル（現・テレビ東京）で放送されていた民謡専門の音楽番組である。いずれも佐川急便の一社提供。

## 概要
前番組『びーびーテレビ大混戦』の早期打ち切りを受けてスタートした番組で、民謡歌手である金沢明子と原田直之と浅利みきが日本各地の民謡を紹介していた。3人はただ歌を紹介するだけでなく、自分たちがその歌を聴き、振りも交えながら歌ったりしていた。

## 放送時間
いずれも日本標準時。

### 第1期
- 金曜 20:00 - 20:25 （1979年1月5日 - 1979年3月30日）

### 第2期
- 火曜 22:30 - 23:00 （1980年10月7日 - 1980年12月30日）
- 月曜 22:30 - 23:00 （1981年1月5日 - 1981年3月30日）

## 出演者
- 金沢明子
- 原田直之
- 浅利みき
- ほか